# Sailly-Labourse
 Sailly-Labourse  es una población y comuna francesa, situada en la región de Norte-Paso de Calais, departamento de Paso de Calais, en el distrito de Béthune y cantón de Nœux-les-Mines.

## Demografía
| 1966 | 1957 | 1889 | 1750 | 1938 | 2013 |
| Para los censos de 1962 a 1999 la población legal corresponde a la población sin duplicidades (Fuente: INSEE [Consultar]) |      |      |      |      |      |